# Egg (película de 2007)
Egg (en turco: Yumurta) es una película dramática de 2007 dirigida por Semih Kaplanoğlu. Es la primera película de la llamada Trilogía de Yusuf, llamada así por el nombre del protagonista de la serie fílmica, que además incluye las películas Milk y Honey, filmadas y estrenadas en orden cronológico inverso. Fue exhibida en la Quincena de los Realizadores en la edición número sesenta del Festival Internacional de Cine de Cannes.

## Sinopsis
El poeta Yusuf se entera de la muerte de su madre Zehra y regresa a su ciudad natal, Tire, donde no había estado en años. En casa de su madre su prima Ayla, una hermosa joven, le espera. Yusuf no conocí a Ayla, que llevaba cinco años viviendo con su madre. Ayla transmite a Yusuf la promesa de Zehra de sacrificar un cordero después de su muerte y le dice que tiene que cumplir los deseos de su madre. Poco a poco sucumbe a los recuerdos de la casa y a los ritmos de la ciudad, sus habitantes y los espacios llenos de fantasmas.
Yusuf y Ayla se dirigen a la tumba de un santo, a un par de horas de distancia, para la ceremonia de sacrificio religioso que su madre había prometido. Al llegar allí se ven obligados a pasar la noche en un hotel junto a un lago cercano. Una ceremonia de boda celebrada en el hotel acerca las vidas de Yusuf y Ayla.

## Reparto
- Nejat İşler es Yusuf.[4][5]
- Saadet Aksoy es Ayla.[6]
- Ufuk Bayraktar es Haluk.

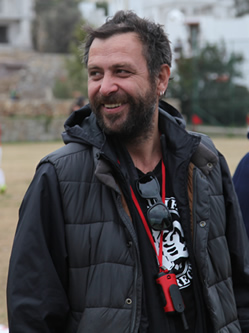
Nejat İşler interpreta el papel principal de Yusuf en la película.

- Tülin Özen es la mujer en la librería.
- Gülçin Santırcıoğlu es Gül.
- Semra Kaplanoglu es Zehra.

## Recepción
La película ha sido aclamada por la crítica especializada y las audiencias en general. En su reseña para la revista Variety, Derek Elley se refiere a Egg como "la mejor opción para el público que disfruta de una diversión minimalista". En el sitio de internet especializado Rotten Tomatoes, el filme cuenta con un porcentaje de aprobación de la audiencia del 58%, con un rating de 3.4 sobre 5.

## Premios y reconocimientos
- Festival Internacional de Cine de Valdivia de 2007 - Mejor director, mejor actriz
- Festival de Cine de Sarajevo de 2007 - Mejor actriz
- Festival Internacional de Cine de Antalya de 2007 - Mejor película, mejor guion, mejor dirección artística, mejor diseño de vestuario, premio especial del jurado
- Festival Internacional de Cine de Bangkok de 2007 - Mejor director
- Festival Internacional de Cine de Estambul de 2008 - Tulipán dorado, premio del público
- Festival Internacional de Cine de Fajr de 2008 - Mejor director